# Ulmaridae
Los ulmáridos (Ulmariidae) son una familia de medusas, concretamente de escifozoos pertenecientes al orden Semaeostomeae. Se caracterizan por tener dos pares de gónadas (generalmente en forma de herradura) y brazos orales pequeños comparados con los de otras especies del mismo orden. 

## Géneros
- Aurelia
- Aurosa
- Deepstaria
- Diplulmaris
- Discomedusa
- Floresca
- Parumbrosa
- Poralia
- Santjordia
- Stellamedusa
- Sthenonia
- Stygiomedusa
- Tiburonia
- Ulmaris

## Enlaces
- Wikispecies tiene un artículo sobre Ulmaridae.
- Wikimedia Commons alberga una categoría multimedia sobre Ulmaridae.

- Datos: Q2400989
- Multimedia: Ulmaridae / Q2400989
- Especies: Ulmaridae